# Eva & Adam - Vier verjaardagen en een blunder
Eva & Adam - Vier verjaardagen en een blunder (Zweeds: Eva & Adam - Fyra födelsedagar och ett fiasko) is een Zweedse televisiefilm uit 2001. De film is een vervolg op de serie Eva en Adam. Net als de serie is de film geregisseerd door Catti Edfeldt. De hoofdrollen zijn opnieuw voor Ellen Fjæstad en Carl-Robert Holmer-Kårell.

## Verhaal
Eva en Adam zijn ondertussen veertien en hebben al drie jaar een relatie. Eva twijfelt aan de relatie. “Hoe kan je nu nog verliefd zijn als je bij het kussen zelfs niet meer duizelig wordt?” Ze besluit dan ook onverwacht om het uit te maken. Dan raakt Eva bevriend met Petra. Maar wanneer blijkt dat Petra iets voelt voor Adam en Adam deze gevoelens beantwoordt, twijfelt Eva of haar beslissing wel de juiste was.

## Rolverdeling
| Acteur                    | Personage          |
| ------------------------- | ------------------ |
| Ellen Fjæstad             | Eva Strömdahl      |
| Carl-Robert Holmer-Kårell | Adam Kieslowski    |
| Ulrika Bergman            | Annika             |
| Pablo Martinez            | Alexander          |
| Rosanna Munter            | Petra              |
| Erik Johansson            | Tobias Strömdahl   |
| Tove Edfeldt              | Sara               |
| Jim Ramel Kjellgren       | Jonte              |
| Anders Habenicht          | David              |
| Anki Larsson              | Marianne Strömdahl |
| Douglas Johansson         | Åke Strömdahl      |
| Alvin Nyström             | Max                |

## Trivia
- De titel is gebaseerd op de Brits, romantische film Four Weddings and a Funeral.